# Nascar Heat 5
Nascar Heat 5 är ett racingspel som simulerar 2020 års säsong i Nascar. Spelet utvecklades av 704Games och publicerades av Motorsports Games i juli 2020, till Playstation 4, Xbox One och Microsoft Windows via Steam. På omslaget till standardutgåvan ser man Chase Elliott och på "Gold Edition" ser man Tony Stewart.
I spelet kan man tävla i Nascar Cup Series, Nascar Xfinity Series, Nascar Camping World Truck Series samt Xtreme Dirt Series. På Metacritic har spelet 63 i betyg till Playstation 4 och 69 i betyg till Xbox One.
19 november 2021 gavs spelet ut till Nintendo Switch, under namnet Nascar Heat Ultimate Edition+.

## Soundtrack[7]
| Song                 | Artist                         |
| -------------------- | ------------------------------ |
| Keep the Car Running | Andrew Leahey & the Homestead  |
| Heat                 | Avoid                          |
| Song About James     | Avoid                          |
| Let's Go Out Tonight | Bradley Wik and the Charlatans |
| Late Bloomer         | Brett Wiscons                  |
| Again & Again        | Fire Fences                    |
| We're Gonna Be OK    | Hey Monea                      |
| Long Year            | Steve Everett                  |
| Never Love You       | Steve Everett                  |